# مارسيل دي دومينيكو
مارسيل دي دومينيكو (بالفرنسية: Marcel Di Domenico)‏ (17 يونيو 1955 في لوكسمبورغ - ) هو لاعب كرة قدم لوكسمبورغي في مركز الهجوم. شارك مع منتخب لوكسمبورغ لكرة القدم. أما مع النوادي، فقد لعب مع سبورا لوكسمبورغ ونادي ميتز وFA Red Boys Differdange ‏ ونادي هازبروك ‏.

## وصلات خارجية
- مارسيل دي دومينيكو على موقع الاتحاد الأوربي (الإنجليزية)
- مارسيل دي دومينيكو على موقع قاعدة بيانات كرة القدم.إي يو (الإنجليزية)
- مارسيل دي دومينيكو على موقع ناشيونال فوتبول تيمز (الإنجليزية)